# 1993 QN7
1993 QN7 är en asteroid i huvudbältet som upptäcktes den 20 augusti 1993 av den belgiske astronomen Eric W. Elst vid La Silla-observatoriet.
Asteroiden har en diameter på ungefär 3 kilometer.